# 香港精英運動員協會
香港精英運動員協會（Hong Kong Elite Athletes Association）是香港一個獨立及非牟利運動員組織，成員包括現役及退役的香港精英運動員；會址位於沙田美林邨美楓樓B座地下36至38號。

## 成立沿革
1996年，陳念慈、洪松蔭、倪文玲等一些前精英運動員，有見於不少曾代表香港的運動選手退役後遇到轉業及升學的困難，甚至被社會所遺忘，因此發起成立體院匯友社，以香港體育學院退役運動員為骨幹，帶領運動員服務社會，建立運動員的社會地位。
2004年，體院匯友社正式更名為香港精英運動員協會。

## 組織
該會由委員會及執行委員會組成，委員會是該會的監督機構，由社會知名人士擔任名譽成員:
名譽贊助人: 李寧
名譽會長:   許晉奎
名譽副會長:   吳守基
會長:      胡經昌
名譽顧問:   陳亞瓊、陳肖齡、陳尚來、郭家明、林俊英、洪松蔭、李德能
執行委員會為該會的行政機構，負責該會的日常運作，由退役精英運動員擔任成員：
- 主席    ：李致和（三項鐵人）
- 副主席  ：李穎詩（游泳）趙詠賢（壁球）
- 義務秘書：湯振傑（劍擊）
- 義務司庫：李嘉文（划艇）
- 委員：
  -     - 陳丹蕾 (乒乓球)
    - 陳敬然（滑浪風帆）
    - 李麗珊（滑浪風帆）
    - 張小倫（劍擊）
    - 鄧漢昇 (田徑)
    - 李振豪（空手道）
    - 李念殷（欖球）
    - 張玲（網球）

## 精英運動員慈善基金
精英運動員慈善基金於2000年成立，主要功能是提供獎學金和贊助予運動員以修讀教育或職業訓練的課程、贊助認可慈善團體舉辦推廣體育活動、以及提供捐款予個人或認可的慈善機構以應付緊急的經濟需要。
2005年，基金推行運動員退役再創高峰資助計劃，為退役運動員提供進修、培訓以及運動創傷康復治療方面的經濟資助。運動員可在退役後兩年內申請資助，獲接納的申請者可得到兩年的基本資助。

## 毅力"十二"愛心跑
該會的年度慈善籌款活動，1998年12月31日首次舉辦，在當日正午至子夜以隊際接力長跑方式，在12小時內不停有一位隊員在香港體育學院跑道上跑步。所得款頂，悉數捐助協助長期病患者的再生會。
由於香港體育學院將進行改建，以作為2008年夏季奧林匹克運動會馬術項目的主要比賽場地，毅力十二愛心跑在2006年12月31日舉辦後易地舉辦，是屆參加隊伍非常踴躍，有169支隊伍、超過1600位跑手參賽。
2007年12月31日毅力十二愛心跑獲香港賽馬會冠名贊助稱為「香港賽馬會毅力十二愛心跑2007」，移師到西九龍「中天地」舉行，並以「迎接2008北京奧運」為主題，2008位健兒參與長達4小時的慈善接力跑，並為「精英運動員慈善基金」籌款。
2010 年12月31日，該會成功舉辦了第十屆毅力十二愛心跑，並再以香港體育學院作為活動場地。2011年，活動形式將焦點改為小學生精英運動員及其家長，活動名稱為「明日精英大檢閱暨愛心跑」。
2016年12月31日復辦此活動，項目分精英組和校園組，在體院運動場舉行，由中午十二時開始。

## 外部連結
- 官方網站 （页面存档备份，存于）